# Connotatie
De connotatie ('bijklank, ondertoon, bijbetekenis, gevoelswaarde') van een woord of kleine woordgroep is de ermee verbonden voorstelling (de denotatie) die vaak van emotionele aard is, boven op de eigenlijke betekenis van het woord. 

## Etymologie
Het woord connotatie is ontleend aan het Latijnse connotatio ‘bijbetekenis’, dat weer is gevormd uit het voorvoegsel con- ‘met, tezamen’ en notatio ‘optekening’.

## Achtergrond
Connotatie is een taalkundig, psychologisch, filosofisch en politiek begrip. In het dagelijks taalgebruik worden meestal de termen 'gevoelswaarde' of 'associatie' gebruikt. Connotatie heeft vanuit psychologisch of politiek standpunt te maken met mentale perceptie: een individu (subjectief) of groep (intersubjectief) heeft bij een woord of begrip een eigen waarneming die afwijkt van een meer objectieve visie. 
Wanneer de gevoelsmatige en de objectieve waarneming sterk verschillen en toch naast elkaar bestaan, spreekt de politiek van 'vooroordelen', de psychologie van 'verdringing' of 'ontkenning'.
Elk woord dat wordt geschreven, uitgesproken of gedacht, heeft een subjectieve (persoonlijke) of intersubjectieve (breder gedragen) bijklank, die buiten de directe betekenis van het betreffende woord ligt. De filosofische vraag rijst dan: „wat is de eigenlijke betekenis van een woord of begrip?”

## Connotatie vs. denotatie en synonymie
Connotatie en denotatie zijn twee verschillende begrippen, maar kunnen niet los van elkaar worden gezien. Bijvoorbeeld: de denotatie (objectieve betekenis) van het woord 'minderheid' is 'een groep personen die minder dan de helft van het totale aantal personen vormt'. Het woord 'minderheid' heeft echter de  beladen intersubjectieve (maatschappelijke) connotatie van 'etnisch-culturele minderheid'; momenteel is deze connotatie in de praktijk de hoofdbetekenis, dus de nieuwe denotatie, van het begrip 'minderheid'.
Connotatie is wat equivalentie onderscheidt van synonymie. Twee woorden binnen dezelfde taal zijn elkaars synoniem, als ze exact dezelfde denotatie hebben, terwijl de connotatie van deze woorden kan verschillen. De woorden 'ros' en 'knol' zijn beide synoniemen van 'paard', maar met verschillende connotaties. Hebben twee of meer synoniemen dezelfde connotatie, dan zijn het tevens elkaars equivalenten. Het verschil in gebruik hangt voornamelijk af van de schrijfstijl en het register; zo is bijvoorbeeld 'verloskundige' een eigentijdser woord dan 'vroedvrouw' en heeft het daardoor een iets andere connotatie. 
Een woord heeft vaak verschillende connotaties bij één denotatie. 